# La Momie de l'Orient-Express
La Momie de l'Orient-Express (Mummy on the Orient Express) est le huitième épisode de la huitième saison de la seconde série télévisée britannique de science-fiction Doctor Who, diffusé sur BBC One le 11 octobre 2014.

## Accroche
Le Docteur se retrouve à bord de l'Orient-Express de l'espace. Mais quand vous y avez vu la Momie, il vous reste soixante-six secondes à vivre. Clara, quant à elle, a décidé qu'il est temps pour elle de faire ses adieux au Docteur.

## Distribution
- Peter Capaldi : Le Docteur
- Jenna Coleman : Clara Oswald
- Samuel Anderson : Danny Pink
- Frank Skinner : Perkins
- David Bamber : Capitaine Quell
- John Sessions : Gus
- Daisy Beaumont : Maisie
- Janet Henfrey : Mrs Pitt
- Christopher Villiers : Professeur Moorhouse
- Foxes : Chanteuse
- Jamie Hill : L'Augure

Au début de l'épisode, la chanteuse Foxes chante une reprise jazz de la chanson Don't stop me now du groupe Queen.

### Version française
- Version française - Dubbing Brothers
- Adaptation - Chantal Bugalski
- Direction artistique - David Macaluso
- Chargée de production - Jennifer Harvey
- Mixage - Marc Lacroix

Avec les voix de
- France Bastoen - Maisie
- Tony Beck - Gus
- Bruno Georis - Perkins
- Robert Guilmard - Professeur Moorhouse
- Stany Mannaert - Stan
- Frédéric Nyssen - Danny
- Marielle Ostrowski - Clara
- Pascal Racan - Capitaine Quell
- Philippe Résimont - le Docteur
- Nicole Shirer - Madame Pitt

### Résumé
Depuis que Clara a admis qu'elle ne veut plus revoir le Docteur après les événements de Kill the Moon, plusieurs semaines se sont écoulées, et elle se rend compte qu'elle ne déteste pas le Docteur car elle lui permet de l'emmener pour un « dernier tour de piste ». Il l’emmène à bord du TARDIS vers une recréation spatiale de l'Orient-Express avec des passagers vêtus de costumes d'époque, le tout contrôlé par un opérateur informatique, Gus. À bord du train, ils constatent qu'une femme âgée, Mme Pitt, vient de mourir, affirmant qu'elle a été attaquée par une momie que personne d'autre ne pouvait voir. Ils se retirent dans des cabines séparées pour la nuit, où Clara appelle Danny dans son présent et reçoit des conseils sur la meilleure façon de mettre fin à sa relation avec le Docteur. Elle rencontre plus tard Maisie, la petite-fille de Mme Pitt, qui est bouleversée par cette mort et frustrée par l'incapacité de voir son corps. Les deux se retrouvent piégées dans le compartiment des bagages, où le sarcophage de la momie se trouve, et elles discutent et sympathisent en attendant les secours.
Pendant ce temps, le Docteur, affirmant qu'il est un client mystère, commence à enquêter sur l'assassinat avec l'aide de l'ingénieur du train Perkins qui est aussi curieux de cette mort ainsi que de la nature du train. Le Docteur a une conversation avec le professeur Moorhouse au sujet du mythe de l'Augure, un être surnaturel qui met à mort sa victime 66 secondes après que les lumières clignotent, ce qu’ils sont en mesure de confirmer lorsque le chef cuisinier du train meurt d'une manière similaire à celle de Mme Pitt. Le Docteur découvre la situation de Clara mais quand il essaie de la sauver, les lumières clignotent et le sarcophage s'ouvre ; avant qu'il ne puisse la sauver, le capitaine Quell et ses hommes l'arrêtent pour falsification de ses lettres de créance. Lorsque les 66 secondes sont finies, ils constatent que l'un des hommes du capitaine est mort. Le capitaine, réalisant que le Docteur avait raison, le libère.
Le Docteur commence à s'interroger sur ce qui se passe réellement à bord du train, tout en constatant que la plupart des passagers sont des experts scientifiques et exige de savoir pourquoi. Le train s'arrête alors soudainement dans l'espace, et l'illusion de l'Orient Express original ainsi que de plusieurs passagers se dissipe, révélant qu'ils sont dans un laboratoire. Gus leur dit qu'ils doivent maintenant étudier les attaques de la force derrière la momie afin qu'ils puissent reconstituer tout le pouvoir qu'elle a ; le professeur Moorhouse est dès lors la prochaine victime, et il balbutie quelques détails au sujet de l'Augure avant de mourir. Le Docteur a une conversation téléphonique avec Clara, qui a découvert que le sarcophage est conçu comme une unité de confinement pour la force, quelle qu'elle soit. Après avoir parcouru la liste des vaisseaux et équipages perdus précédemment, il comprend aussi que ce n'est pas la première fois qu'une équipe est recrutée pour observer ces événements et découvrir la nature de la force, Gus n'hésitant pas, dans certains cas, à les tuer délibérément en raison d'un mauvais rendement. Gus oblige le Docteur à mettre fin à l'appel et à retourner au travail, en expulsant l'air de la voiture de la cuisine, tuant le personnel de cuisine et menaçant de tuer davantage.
Le Docteur et Perkins découvrent que les dernières victimes souffraient toutes de divers troubles médicaux et donc que l'Augure vise les plus faibles. Le capitaine Quell révèle qu'il souffre de troubles post-traumatiques dus à la guerre et voit bientôt la momie ; il peut cependant fournir quelques informations aux autres avant de mourir. Le Docteur et Perkins identifient que l'Augure draine l'énergie de la victime par déplacement de phase, un processus qui prend un peu plus d'une minute. Perkins identifie Maisie comme étant susceptible d'être la prochaine victime, en raison du traumatisme d'avoir perdu sa grand-mère, et le Docteur dit à Clara de l'amener au laboratoire, faisant ainsi en sorte que Gus déverrouille la porte du compartiment à bagages. En chemin, Clara voit que le TARDIS est protégé par un champ de force, et quand elle parle au Docteur à ce sujet, elle se rend compte que Gus doit en savoir suffisamment sur le Docteur et sa nature de Seigneur du Temps. Le Docteur est forcé d'admettre que Gus avait déjà essayé de l'amener ici, et Clara accuse le Docteur de la mettre encore dans une situation dangereuse. À ce stade, Maisie voit l'Augure, et le Docteur absorbe une partie des souvenirs de Maisie afin d’être en mesure de tromper la momie, en lui faisant croire qu'il est la victime désignée. Dans les 66 secondes, le Docteur parvient à réaliser que l'Augure est un ancien soldat âgé de plusieurs milliers de siècles, qui a été modifié par le camouflage de déphasage en un parfait assassin. Le Docteur décide alors de se rendre, ce qui a pour effet d'arrêter la momie, qui apparaît alors aux yeux de tous. Le soldat salue alors le Docteur comme pour le remercier d'avoir arrêté la technologie qu'il porte et qui le forçait à tuer ; puis il se désintègre en poussière, laissant seulement son dispositif de décalage de phase. Gus félicite les passagers pour leur succès et commence à évacuer tout l'air du train, leurs services n’étant plus nécessaires. Le Docteur prend l'appareil et le rebranche comme un téléporteur à courte portée, sauvant tous les passagers restant sur le train à bord de son TARDIS avant que le train n’explose quand le Docteur fait une tentative pour pirater Gus afin de savoir qui est derrière tout cela.
Sur une planète voisine, reprenant conscience et se faisant expliquer ce qui s'est passé, Clara a une brève discussion sur la nature de sa relation avec le Docteur. À bord du TARDIS, le Docteur propose à Perkins un travail pour entretenir la machine temporelle, mais Perkins refuse poliment. Clara prend un appel de Danny, qui attend qu'elle mette enfin un terme à ses voyages avec le Docteur, mais quand elle termine l'appel, elle a reconsidéré sa décision antérieure et veut continuer de voyager avec le Docteur.

## Continuité
- Face à la Momie, le Docteur demande « Are you my mummy ? » (C'est vous ma momie ?), en référence aux épisodes « Drôle de mort » et « Le Docteur danse », où l'enfant au masque à gaz répète sans cesse « Are you my mummy ? » (C'est toi ma maman ?). Le jeu de mots est perdu dans la version française.
- Au cours de l'épisode, le Docteur offre des Jelly Babies (en) une friandise que sa quatrième incarnation offrait souvent.
- Le Docteur dit à Clara que « Gus » a déjà tenté de l'attirer à bord de l'Orient Express spatial en lui téléphonant dans son TARDIS. À la fin de l'épisode « La Pandorica s'ouvre, deuxième partie » effectivement, le Docteur répond au téléphone, où on lui propose une affaire concernant une déesse égyptienne perdue dans le train.